# 종의군
종의군 이귀생(從義君 李貴生, 1393년 ~ 1451년 6월 4일(음력 4월 26일))은 조선의 왕자로, 정종의 5남이자 서5남으로 생모는 숙의 문씨이다.

## 생애
숙의 문씨(淑儀 文氏) 소생으로, 증 찬성(贈贊成) 유수빈(柳守濱)의 딸 양구 유씨와 주부(主簿) 장균(張均)의 딸 해풍 장씨와 각각 혼례를 치렀으나 슬하에 자식은 없었다. 이복아우인 진남군의 아들 금산군이 대를 이었다.
1425년 종3품 중직대부 정윤에 봉해졌고 1430년 명선대부에 올랐으며, 1451년에 세상을 떠났다. 시호는 1871년(고종 8)에 공안(恭安)으로 추증되었으며 《선원계보기략》에는 임신년(1872년)에 영종정경(領宗正卿)을 추봉하였다는 기록이 있다. 무덤은 양주 미아리에 있다.

## 가족 관계
- 부 : 정종
- 모 : 숙의 문씨
  - 정부인 : 군부인 양구 유씨(郡夫人 楊口 柳氏) - 증 찬성(贈贊成) 유수빈(柳守濱)의 딸
  - 계부인 : 군부인 해풍 장씨(郡夫人 海豊 張氏) - 주부(主簿) 장균(張均)의 딸
    - 장녀 : 최승류(崔承流)에게 출가(出嫁)
    - 장남(양자) : 금산군 이연(金山君 李衍) - 이복 남동생 진남군(鎭南君)의 4남

## 참고자료
- 종의군 - 한국학중앙연구원